# Pavel Drančák

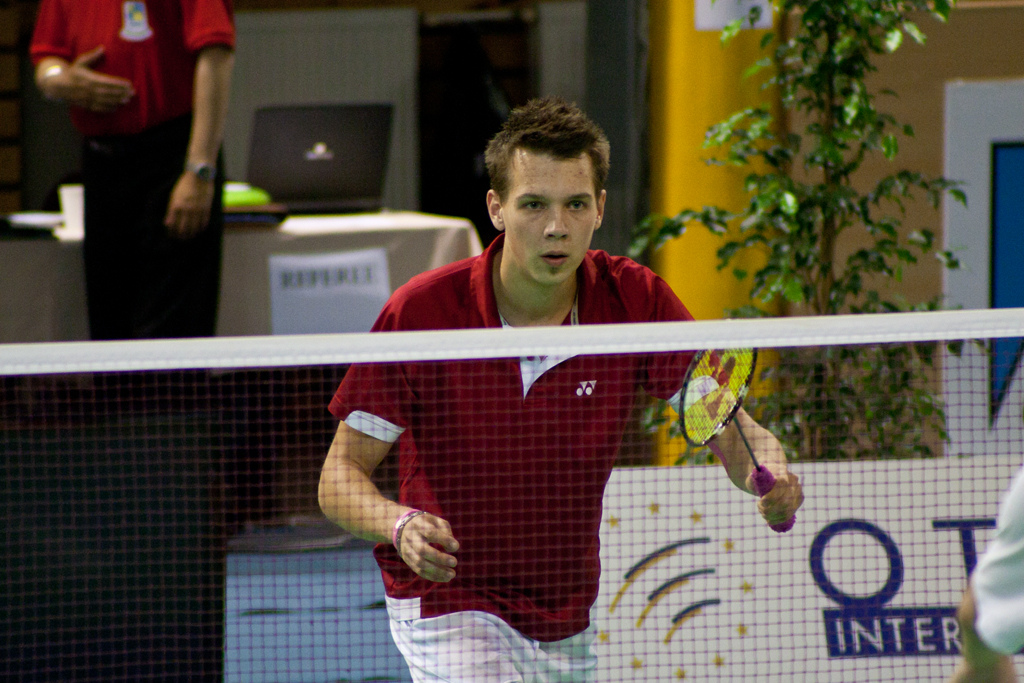
Pavel Drančák bei den Czech International 2001

Pavel Drančák (* 18. August 1988) ist ein tschechischer Badmintonspieler. 

## Karriere
Pavel Drančák gewann 2006 in Tschechien den Juniorentitel im Herrendoppel. 2009, 2010 und 2011 wurde er tschechischer Meister im Herrendoppel mit Jakub Bitman, mit dem er auch schon bei den Junioren erfolgreich war.

## Sportliche Erfolge
| Saison | Veranstaltung                                   | Disziplin    | Platz | Name                         |
| ------ | ----------------------------------------------- | ------------ | ----- | ---------------------------- |
| 2006   | Tschechische Einzelmeisterschaften der Junioren | Herrendoppel | 1     | Jakub Bitman / Pavel Drančák |
| 2009   | Tschechische Einzelmeisterschaften              | Herrendoppel | 1     | Jakub Bitman / Pavel Drančák |
| 2010   | Tschechische Einzelmeisterschaften              | Herrendoppel | 1     | Jakub Bitman / Pavel Drančák |
| 2011   | Tschechische Einzelmeisterschaften              | Herrendoppel | 1     | Jakub Bitman / Pavel Drančák |